# Íleon
El íleon es la sección final del intestino delgado, en el aparato digestivo. Su nombre alude a su curso, que es muy sinuoso.
El intestino delgado tiene una longitud promedio de 6 a 7 m y se subdivide en duodeno, yeyuno e íleon. La primera región del intestino delgado, de unos 25 cm de largo, se denomina duodeno. A la altura de la segunda vértebra lumbar, se transforma en el yeyuno. El último tramo corresponde al íleon. Del tramo yeyuno-íleon, el 40% proximal (inicial) corresponde al yeyuno y el 60% distal (final) al íleon.
El yeyuno-íleon se caracteriza por presentar extremos relativamente fijos. El yeyuno se origina en el duodeno. El íleon está separado del intestino ciego por la válvula ileocecal. El límite entre el yeyuno y el íleon no es apreciable. Su calibre disminuye progresivamente en dirección al intestino grueso.
El intestino delgado presenta gran número de vellosidades intestinales que aumentan la superficie de absorción de los nutrientes. El íleon cumple con funciones de secreción, absorción y motilidad, que completan el procesado de los nutrientes. En él se absorbe la vitamina B12 y la mayor parte de las sales biliares.
La mucosa yeyunoileal contiene acúmulos de tejido linfoide, denominados placas de Peyer, que son más numerosos en el íleon.
En el feto, el íleon está conectado al ombligo a través del conducto vitelino. Aproximadamente en el 2% de los seres humanos este conducto no se cierra durante las primeras siete semanas de vida, lo que origina una patología llamada divertículo de Meckel.

## Galería de imágenes
- Archivo:H

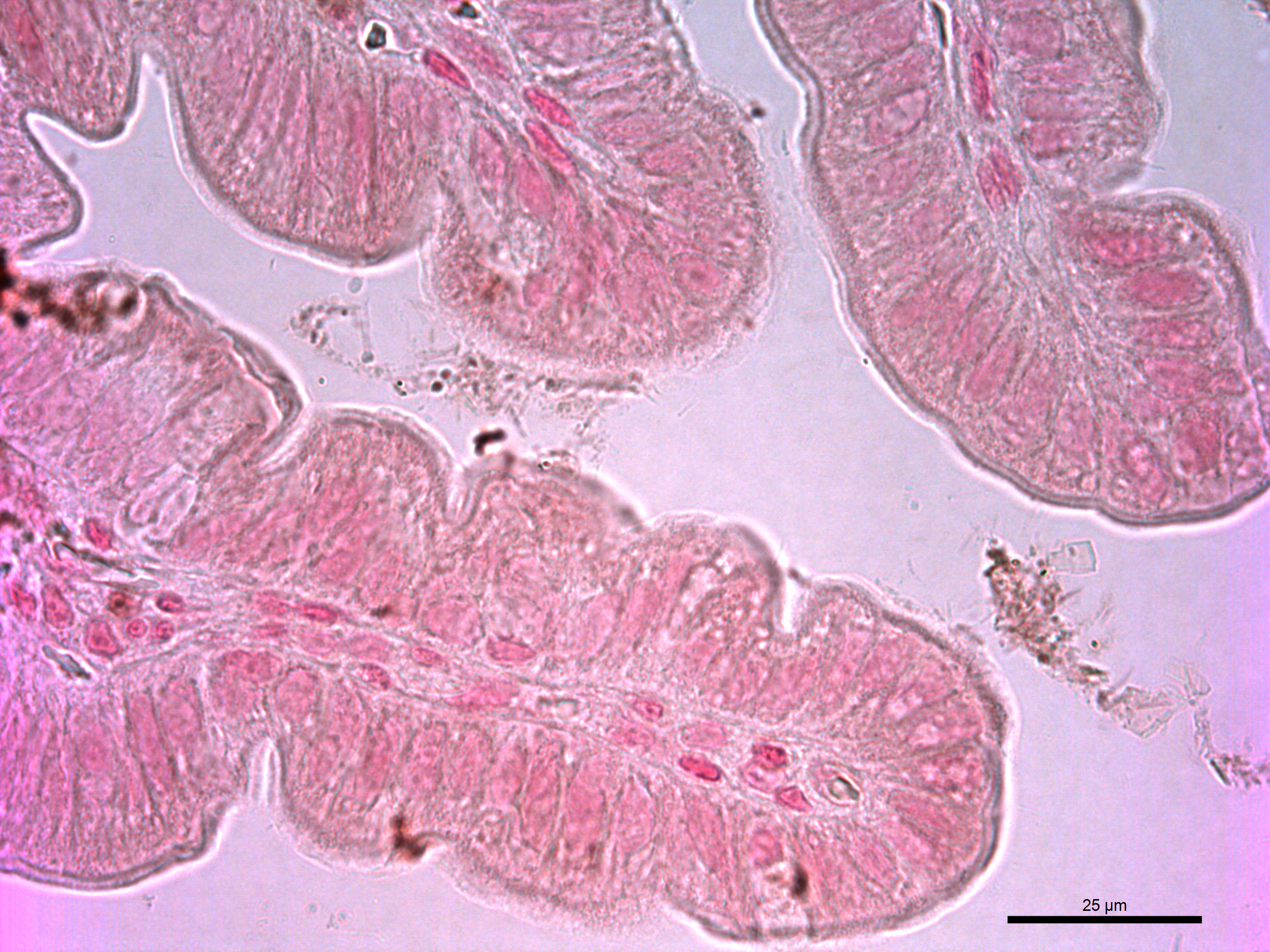
Microvellosidades intestinales del íleon.
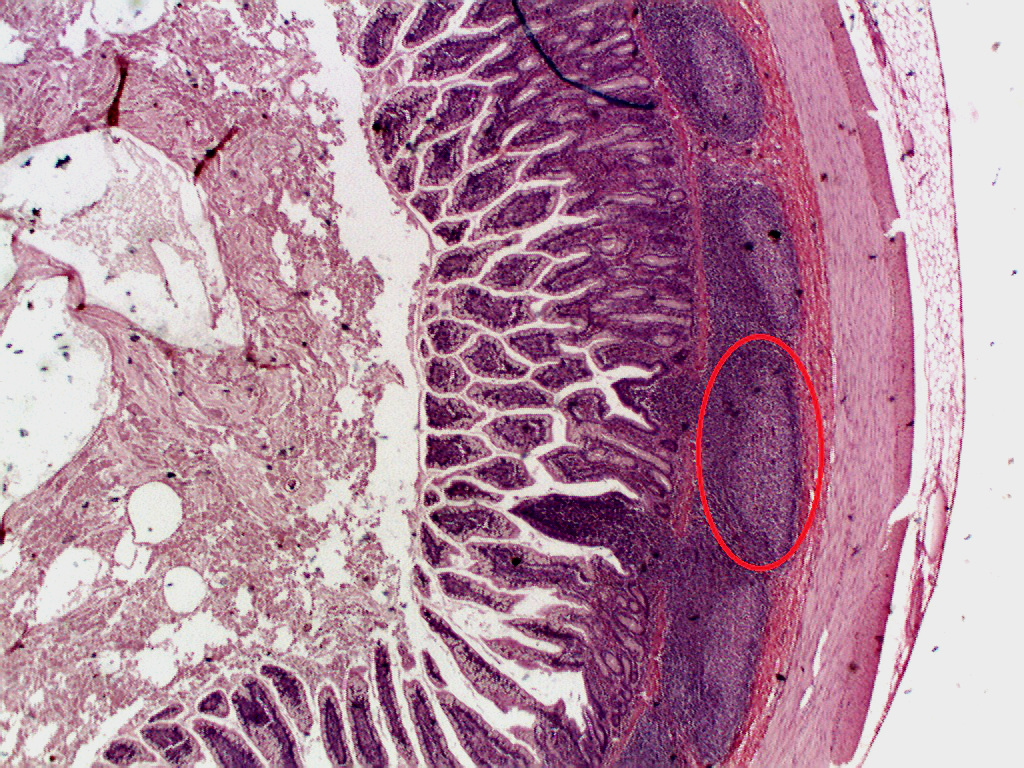
Corte histológico del íleon con las placas de Peyer resaltadas.